# Tiriyo

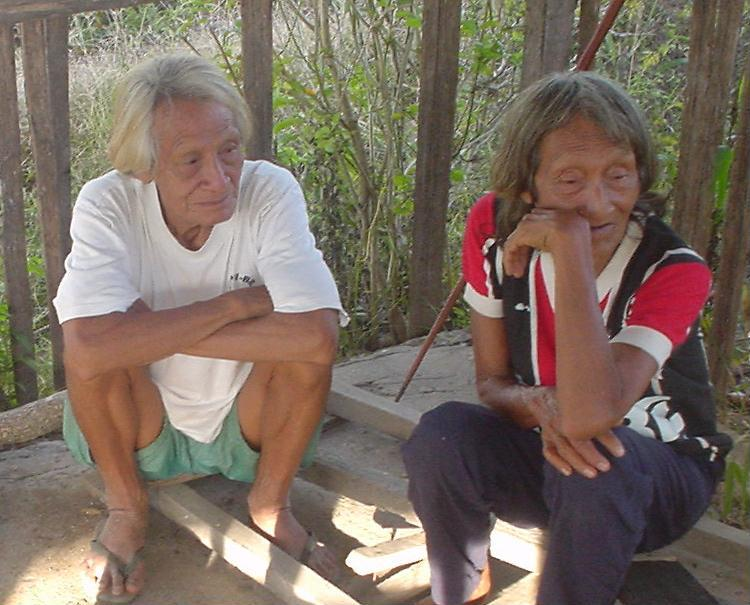
Zwei Angehörige der Tiriyo (2004)

Die Tiriyó, auch Trio genannt, sind ein indigenes Volk Südamerikas. Sie leben im brasilianischen Bundesstaat Pará, besonders im Nationalpark Tumucumaque, dort etwa seit Ende der 1960er Jahre, und im Süden von Suriname, im Distrikt Sipaliwini, hier u. a. in Kwamalasamutu. Ihre Zahl wurde 2005 auf rund 2000 Stammesangehörige geschätzt. Das indigene Mischgebiet Parque Indígena Tumucumaque ist ihr hauptsächlicher Lebensraum, den sie sich mit Aparai, Katxuyana, Wayana und den Isolierten Akurio und denen vom Rio Citaré teilen.
Ihre Sprache heißt ebenfalls Tiriyó und gehört zur Familie der Karibischen Sprachen.